# Janusz Sybis
Janusz Sybis (ur. 10 października 1952 w Częstochowie) – polski piłkarz, zawodnik Śląska Wrocław, wielokrotny reprezentant Polski. Ulubieniec wrocławskich kibiców, znany z szybkości i znakomitego dryblingu.

## Początki
W wieku 8 lat przeprowadził się do Wrocławia. Uczęszczał do szkoły podstawowej nr 36 przy ul. Chopina, w której wychowanie fizyczne stało na bardzo wysokim poziomie. Mimo dość niskiego wzrostu, dzięki swojej determinacji i wysportowaniu, występował w prawie wszystkich rozgrywkach sportowych (w koszykówce, piłce ręcznej, siatkówce). Zainteresowany piłką nożną szybko trafił do Śląska Wrocław, gdzie od najwcześniejszych lat odnosił spore sukcesy.
W 1969 roku, jeszcze jako junior, został powołany do drużyny seniorów Śląska Wrocław, który grał w tym czasie w drugiej lidze. Jego ligowy debiut nastąpił 28 września 1969 roku w meczu z Hutnikiem Kraków, wygranym przez Śląsk 4:0. Pierwszą bramkę strzelił zaś 29 maja 1970 w meczu Śląska z Arką Gdynia (wówczas MZKS), zakończonym wynikiem 3:0.

## W barwach Śląska Wrocław i w kadrze narodowej
W sezonie 1972/73 Sybis zdobył czternaście goli, został królem strzelców II ligi, a Śląsk awansował do ekstraklasy. Janusz został wtedy dostrzeżony przez trenera reprezentacji Polski Kazimierza Górskiego, jako jeden z kandydatów do reprezentacji na MŚ w RFN w 1974 roku. Jednakże zadebiutował w reprezentacji dopiero 31 października 1976 roku w meczu z Cyprem (5:0), kiedy reprezentację prowadził już Jacek Gmoch starający się wprowadzić do niej nowych piłkarzy.
W 1977 wraz ze Śląskiem zdobył jedyne w swej karierze mistrzostwo Polski, a rok wcześniej Puchar Polski. Wywalczył również dwa wicemistrzostwa Polski w sezonach 1977/1978 i 1981/1982.
Jesienią 1975 roku wrocławianie w swym debiucie w Pucharze UEFA przegrali na wyjeździe 1:2 z GAIS, a u siebie wygrali 4:2 i awansowali do następnej rundy. Sybis strzelił trzy gole. W następnej rundzie Pucharu UEFA wrocławianie zmierzyli się z Royalem Antwerpia. We Wrocławiu zremisowali 1:1. Sybis strzelił gola. W Antwerpii Śląsk wygrał 2:1 i awansował do następnej rundy, na której zakończył grę, po dwukrotnej przegranej z Liverpoolem. Rok później w rozgrywkach Pucharu Zdobywców Pucharów, Śląsk razem z Sybisem, został wyeliminowany dopiero w ćwierćfinale przez SSC Napoli. Sezon 1978/1979 w Pucharze UEFA Śląsk rozpoczął od 1/32 finału gdzie grał z Cypryjskim Pezoporikos Larnaka w dwumeczu Śląsk wysoko wygrał 7:3 (2:2) (5:1) Sybis strzelił dwa gole. W 1/16 finału Śląsk zmierzył się z ÍB Vestmannaeyja, z którym wygrał 4:1 w dwumeczu (2:0) i (2-1). Śląsk uległ dopiero w 1/8 finału ze zwycięzcą turnieju 
Borussią Mönchengladbach 5:3 w dwumeczu (1:1) i (4:2).
W okresie prowadzenia reprezentacji Polski przez Ryszarda Kuleszę (pomiędzy 1978 i 1980 rokiem) Sybis grał w kadrze najwięcej. W 1980 w meczu z Włochami strzelił swoją pierwszą bramkę dla Polski. Drugą i ostatnią strzelił w meczu z Jugosławią. Ogółem w reprezentacji Sybis zagrał 18 razy (z czego 16 razy wchodził na boisko z ławki rezerwowych), zdobywając dwa gole. Po rezygnacji Ryszarda Kuleszy z funkcji trenera reprezentacji i objęciu tego stanowiska przez Antoniego Piechniczka nie został już nigdy powołany do reprezentacji, co kibice powszechnie wiązali z dostrzegalnym faktem, że nowy trener nie miał zwyczaju powoływać do kadry piłkarzy niskiego wzrostu.
19 czerwca 1983 roku po raz ostatni zagrał w barwach Śląska w meczu z Bałtykiem Gdynia. Po znakomitej grze strzelił wówczas swego ostatniego gola dla Śląska. Łącznie rozegrał we wrocławskiej drużynie 591 meczów ligowych i pucharowych.

## Występy w USA
Po zakończeniu kariery w Śląsku Wrocław, Sybis bez powodzenia starał się o transfer do któregoś z klubów niemieckich. Ostatecznie w 1983 trafił do USA, gdzie grał w amerykańskiej lidze futbolu halowego, w zespole Spirit Pittsburg. Gra Sybisa wzbudzała duże zainteresowanie. W drużynie tej spędził pięć lat, po czym przeniósł się do Dallas, a wreszcie w 1988 roku wrócił do Polski. Był i jest zaangażowany we współpracę trenerską ze Śląskiem Wrocław, zajmuje się też szkoleniem młodzieży.

## Biografia
Janusz Sybis 25 listopada 2011 wydał biografię pt. "Idol" autorstwa dwóch wrocławskich dziennikarzy – Pawła Kościółka i Łukasza Haraźnego.